# Francisco José Ocampo Londoño
Francisco José Ocampo Londoño (Manizales, 28 de enero de 1896-Bogotá, 5 de noviembre de 1986) fue un abogado y político colombiano, conocido por ser el fundador del periódico La Patria de Manizales. Además, fue gobernador de Caldas, congresista, presidente de Fenalco y miembro de la junta directiva del Banco de la República. 

## Biografía
Nacido en Manizales en 1896, era hijo de los primeros colonos que arribaron a esa población. Estudió derecho en la Universidad Nacional, de la que se graduó de abogado. 
Cuando fungía como secretario del Directorio del Partido Conservador en Caldas, lideró, junto con su esposa María Inés Vélez, la iniciativa de un grupo de "patriarcas" para fundar el Periódico La Patria, que empezó a circular el lunes 20 de junio de 1921. El principal objetivo de la fundación de este diario fue la de difundir ideas políticas a favor del Partido Conservador y promover la candidatura de Pedro Nel Ospina a la presidencia de Colombia.
Ocampo Londoño fue nombrado director. El periódico pronto tuvo una gran acogida, alcanzando rápidamente una tirada de mil ejemplares. Sin embargo, los costos fueron mayores que las ganancias, por lo que solo pudo mantenerse a pie gracias a las donaciones de los benefactores. Algunos años después, el periódico se constituyó en sociedad anónima y Ocampo fue ratificado director hasta que en la década de 1940, el empresario José Restrepo Restrepo compró la participación accionaria de Ocampo y del resto de accionistas.
En 1926 fue elegido gobernador de Caldas por un breve periodo entre abril y diciembre de ese año, período en el efectuó obras de gran apoyo popular, y para 1929 se convierte en gerente de la construcción de la carretera Manizales-Santa Rosa.
Fue uno de los fundadores de Fenalco Caldas en 1946, mismo año en que fue elegido presidente a nivel nacional. Al año siguiente, colaboró junto con el abogado Álvaro Campo Posada en la fundación de la seccional de Fenalco en Risaralda, en 1947, entonces bajo el nombre de Fenalco Pereira. Después fue director del Banco del Comercio, miembro del Comité Nacional de Cafeteros y en los años 1950 fue miembro de la junta directiva del Banco de la República.
Además, ocupó diversos cargos públicos como Concejal de Manizales, diputado a la Asamblea Departamental de Caldas, Representante a la Cámara (1924-1925 / 1941-1943) y Senador de la República (1943-1946).